# Governatorato di al-Karak
Il governatorato di al-Karak è uno dei dodici governatorati della Giordania. Il capoluogo è la città di al-Karak.
Il Governatorato è situato al centro-ovest della Giordania e confina coi governatorati giordani di Balqa e Amman a Nord, il Governatorato di Ma'an a Oriente e il Governatorato di al-Tafila a Sud. A occidente confina invece con lo stato di Israele. La città più importante e popolata è al-Karak che è anche il capoluogo politico ed economico del Governatorato.
Il Mar Morto, bagna il governatorato, influenza l'economia della regione.

## Geografia antropica

### Suddivisioni amministrative
Il governoratorato è diviso in 10 dipartimenti:
- Dipartimento della capitale
- Dipartimento del sud Mazar
- Dipartimento del sud Aghwar
- Dipartimento di Al-Qasr
- Dipartimento di Gour Al-Mazra'a
- Dipartimento di Faqou'
- Dipartimento di Aii
- Dipartimento di Moab
- Dipartimento di Qatraneh
- Dipartimento di Moujeb